# Thliptoceras stygiale
Thliptoceras stygiale là một loài bướm đêm trong họ Crambidae.